# Burkhard Schnepel
Burkhard Schnepel (* 29. September 1954) ist ein deutscher Ethnologe.

## Leben
Er erwarb 1982 den Magister Artium an der FU Berlin, den M. Phil. Qualifying 1983 an der Universität Oxford, 1987 den DPhil in Oxford und 1996 die Habilitation an der Ruprecht-Karls-Universität Heidelberg. Seit 2002 ist er Professor für Ethnologie (W3) an der Martin-Luther-Universität Halle-Wittenberg.

## Schriften (Auswahl)
- Die Dschungelkönige. Ethnohistorische Aspekte von Politik und Ritual in Südorissa/Indien. Stuttgart 1997, ISBN 3-515-06980-1.
- Tanzen für Kali. Ethnographie eines ostindischen Ritualtheaters. Berlin 2008, ISBN 3-496-02808-4.
- Piracy in the Indian Ocean (ca. 1680–1750). Halle (Saale) 2014.
- Könige, Narren und Träumer. Essays zu einer Ethnologie der Person. Berlin 2019, ISBN 3-496-01629-9.